# Phare de Lady Isle
Le phare de Lady Isle est un phare édifié sur la petite île inhabitéede de Lady Isle (en gaélique écossais : Eilean Mhoire), dans le Firth of Clyde, un bras de mer du comté de Ayrshire à l'ouest de l'Écosse.
Ce phare est géré par le Northern Lighthouse Board (NLB) à Édimbourg,l'organisation de l'aide maritime des côtes de l'Écosse.

## Histoire
La ville de Glasgow avait fait installer une paire de balises en pierre sur l'île pour indiquer la position d'ancrage, à l'est, pour les navires marchands. Une balise est toujours présente devant le phare.
Le phare, établi en 1903 par les ingénieurs civils écossais Thomas Stevenson et David Stevenson, est très particulier au niveau de sa structure. Ce n'est pas la tour ronde standard mais plutôt une plate-forme construite sur des contreforts avec une cage d'escalier extérieure qui mène à la lanterne. Une balise-radar Racon y est aussi installée, émettant sur le secteur est.
Une petite construction en bois de stockage est placée à côté du phare, ainsi qu'une ancienne cuve de gaz pour alimenter la lumière. Depuis 2004, la lumière a été reconvertie à l'énergie solaire. Il émet 4 flashs blancs toutes les 30 secondes pour avertir des dangers des rochers environnants.
L'île est aussi une réserve privée pour les oiseaux marins. Un observatoire du Scottish Society for the Protection of Wild Birds (SSPWB) y est installé. L'île, à environ 5 km au sud-ouest de Troon.

### Lien connexe
- Liste des phares en Écosse